# 25406 Debwysocki
25406 Debwysocki è un asteroide della fascia principale. Scoperto nel 1999, presenta un'orbita caratterizzata da un semiasse maggiore pari a 2,2538036 UA e da un'eccentricità di 0,1109338, inclinata di 6,50993° rispetto all'eclittica.